# Johann Attenberger
Johann Attenberger (* 17. Februar 1936 in Ebersberg; † 7. Juli 1968 in Spa-Francorchamps, Belgien) war ein deutscher Motorradrennfahrer.

## Karriere
Der gebürtige Ebersberger Johann Attenberger trat zusammen mit seinem Oberndorfer Beifahrer Josef Schillinger 1966 erstmals in der Gespann-Klasse der Motorrad-Weltmeisterschaft auf. Seit einem Unfall in den Kindertagen hatte Attenberger ein steifes Bein, das beim Fahren notgedrungen aus der Maschine herausragte und zu seinem Markenzeichen wurde.
Im Jahr 1967 sammelten sie erste WM-Punkte und feierten mit ihrem BMW-Gespann mit Rang zwei hinter Klaus Enders / Ralf Engelhardt beim Großen Preis von Finnland in Imatra ihre erste Podestplatzierung.
In die Motorrad-Weltmeisterschaft 1968 starteten Attenberger / Schillinger mit Rang vier beim Deutschland-Grand-Prix auf der Nürburgring-Südschleife. Danach folgte der Sieg beim Mai-Pokal-Rennen auf dem Hockenheimring, das zur Deutschen Meisterschaft zählte, und Rang zwei bei der Isle of Man TT hinter Siegfried Schauzu / Horst Schneider. Am 29. Juni 1968 konnte das Ebersberger Duo bei der Dutch TT im niederländischen Assen seinen ersten und gleichzeitig einzigen Grand-Prix-Sieg feiern und damit die WM-Führung übernehmen.

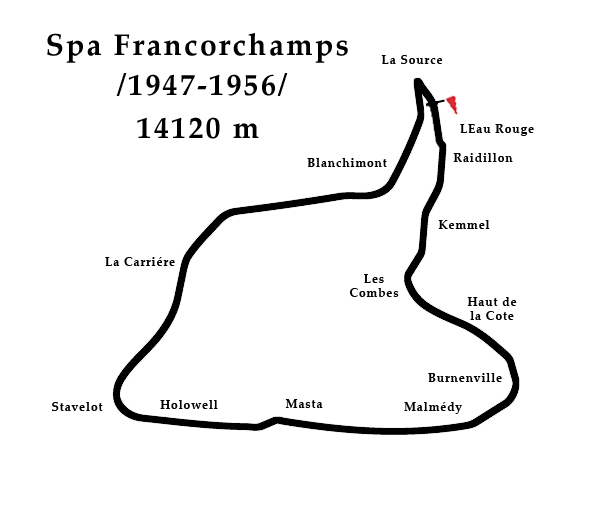
Die Unglücksstelle lag auf der Masta-Geraden.

### Tödlicher Unfall
Am Nachmittag des 7. Juli 1968 verunglückten Johann Attenberger und Josef Schilliger beim Gespann-Rennen um den Großen Preis von Belgien, das auf dem über 14 Kilometer langen Straßenkurs von Spa-Francorchamps ausgetragen wurde, tödlich.
Das Duo lag in der letzten Runde nach einem das ganze Rennen andauernden Rad-an-Rad-Kampf mit den Landsmännern Georg Auerbacher / Hermann Hahn in Führung, als Attenberger bei etwa 200 km/h auf der Masta-Gerade die Kontrolle über seine Maschine verlor. Das Gespann schoss in einen Vorgarten, prallte gegen ein Haus und wurde danach in einen Baum geschleudert. Ursächlich für den Unfall soll ein gebrochenes Fahrwerksteil gewesen sein. Attenberger und Schillinger waren auf der Stelle tot. Die direkt folgenden Auerbacher / Hahn entgingen dem Unglück nur knapp und gewannen das Rennen. Am Abend musste Georg Auerbacher seine beiden verunglückten Kollegen sogar noch identifizieren.

### Ehrungen
Der Beisetzung in den Heimatgemeinden wenige Tage später wohnten zahlreiche Konkurrenten und Weggefährten wie Georg Auerbacher, Helmut Fath, Klaus Enders, Siegfried Schauzu, Arsenius Butscher und Heinz Luthringshauser bei.
Später wurde in Ebersberg eine Straße in Attenberger-Schillinger-Straße benannt. Bis heute existiert dort auch der Freundeskreis Attenberger-Schillinger, der Pokale, Siegeskränze und andere Erinnerungsstücke zusammentrug und im Stadtarchiv im Rathaus aufbewahrt.

## Statistik in der Motorrad-Weltmeisterschaft
| Saison | Klasse      | Maschine | Beifahrer         | Siege | Podien | Punkte | Ergebnis |
| ------ | ----------- | -------- | ----------------- | ----- | ------ | ------ | -------- |
| 1966   | Seitenwagen | BMW      | Josef Schillinger | –     | –      | 0      | –        |
| 1967   | Seitenwagen | BMW      | Josef Schillinger | –     | 1      | 10     | 5.       |
| 1968   | Seitenwagen | BMW      | Josef Schillinger | 1     | 2      | 17     | 4.       |
| Gesamt | Gesamt      | Gesamt   | Gesamt            | 1     | 3      | 27     |          |